# Batalha de Carumbé
A Batalha de Carumbé foi um confronto militar ocorrido em 27 de outubro de 1816, inserido no contexto das disputas territoriais e de independência na região da Banda Oriental, atual Uruguai. Este embate é considerado um episódio significativo na luta pela autonomia e identidade nacional uruguaia.

## Contexto Histórico
No início do século XIX, a Banda Oriental era palco de intensas disputas territoriais envolvendo o Império Português, a Espanha, e movimentos locais de independência. José Artigas emergiu como uma figura central na resistência contra as incursões portuguesas, liderando as milícias orientais em uma luta pela soberania da região.

## A Batalha
Em 27 de outubro de 1816, as forças portuguesas, visando consolidar sua influência sobre a Banda Oriental, enfrentaram as milícias lideradas por Artigas em Carumbé. Apesar da superioridade numérica e armamentista das tropas portuguesas, os orientais utilizaram táticas de guerrilha adaptadas ao terreno local, mostrando resistência e determinação.

## Significado
A Batalha de Carumbé simboliza a tenacidade e o espírito de luta do povo oriental em sua busca pela independência. Embora não decisiva isoladamente, essa batalha faz parte do conjunto de resistências que culminaram na independência do Uruguai, marcando um capítulo importante na formação da identidade nacional do país.